# Anders Sunesen
Anders Sunesen, Andreas Sunonis av Lund, född omkring 1167, död 24 juni 1228, var medlem i den danska Hvideätten och ärkebiskop i Lunds stift 1201–1222.

## Biografi
Anders hörde till en av Danmarks ledande familjer; bland hans bröder märks Ebbe Sunesson Hvide, som ledde försöken att återinsätta Sverker den yngre på den svenska tronen, och Peder Sunesen, biskop i Roskilde.
Anders Sunesen studerade i Paris, där han fick djupa insikter i skolastisk filosofi, samt i Bologna och Oxford, där han särskilt ägnade sig åt rättsvetenskap. 1194–1195 representerade han prinsessan Ingeborg i Rom och Paris mot hennes gemål, kung Filip II August av Frankrike.
1201 efterträdde han sin släkting Absalon Hvide som Lunds ärkebiskop. 1206 fick han biskop Valdemar i Slesvig frisläppt ur fängelse. 1219 följde han kung Valdemar Sejr på korståg till Estland. Under en belägring av Reval (Tallinn) höjde han sina händer mot skyn för att åkalla Guds hjälp vid slaget om staden. Då lär Gud ha svarat på hans böner genom att låta Dannebrogen falla ner från himlen till danskarnas uppmuntran i striden. Anders Sunesen stannade i Estland till 1222 för att omvända folket och ordna de kyrkliga förhållandena.
Till nyåret 1223–1224 lade han ned sitt ämbete, eftersom han angripits av en obotlig sjukdom. I folkmun har det sagts att han led av spetälska, men undersökningar av hans skelett  visar tydliga spår av ledgångsreumatism. Därefter vistades han som eremit på Ivöhus på Ivö i nordöstra Skåne, där han avled. Hans grav återfanns år 1833 i norra sidokoret av Lunds domkyrka.
Anders Sunesen åtnjöt stort anseende även utomlands. Han blev 1204 påvlig legat för Norden och kallades 1215 till Fjärde laterankonsiliet. Han hade stor betydelse för att stärka kyrkans ställning. Han lyckades införa biskopstionde i Lunds stift, vilket Absalon inte kunnat, och starkt inskränka prästernas möjlighet till äktenskap. 1222 grundlade han svartbrödraklostret i Lund, det första i Danmark. Han var en av sin tids mest lärda män, översatte Skånelagen till latin och skrev egna böcker. En av hans mest betydelsefulla skrifter var Hexaëmeron ("De sex skapelsedagarnas verk"), ett teologiskt poem på latin som omfattande 8 040 hexametrar. Utifrån Bibelns Första Mosebok, kapitel 1–3 framställdes där den kristna tron i dess helhet, från skapelsen till yttersta domen. År 1985 gavs detta verk ut på danska av filosofie doktor H.D. Schepelern (1912–2001).

### Skriftliga källor
- Sunesönerna i Nordisk familjebok (andra upplagan, 1918)